# شير دل
شير دل (بالأردو:«شير دل» أي: قلب الأسد) فريق استعراض جوي تابع القوات الجوية الباكستانية. يستخدم الفريق طائرات سيسنا تي-37 تويت، ويتكون الفريق من مدربي جناح تدريب الطيران الأساسي.